# Nunataki Kuznecova
Nunataki Kuznecova är en nunatak i Antarktis. Den ligger i Östantarktis. Australien gör anspråk på området. Toppen på Nunataki Kuznecova är 2 015 meter över havet.
Terrängen runt Nunataki Kuznecova är huvudsakligen lite kuperad. Trakten är obefolkad. Det finns inga samhällen i närheten.